# 西师意
西师意（1863年—1936年），日本人。清朝末年就职于山西大学堂译书院。

## 生平
1863年，西师意生于日本奈良县，父亲是春日神社的社司。
从1878年开始，追随平尾氏学习中国古典文学，在攻玉社学习数学。1880年进入庆应义塾学习英语。
1883年，在信州松本开设“温故艺塾”。随后受到福泽谕吉的邀请，加入
時事新報社，成为一名记者。
1890年，受邀担任北陸政論社的主筆。
1901年-1902年，担任大阪每日新闻记者，往来于中国与日本之间。
1902年-1903年，担任庆应义塾普通部教师。
1903年，担任山西大学堂译书院日文翻译主任。
1906年，创设私立京都中学校。（该校现为京都高等学校）
1908年，出任私立京都中学校校长。
1936年，逝世。